# Hoy and Graemsay

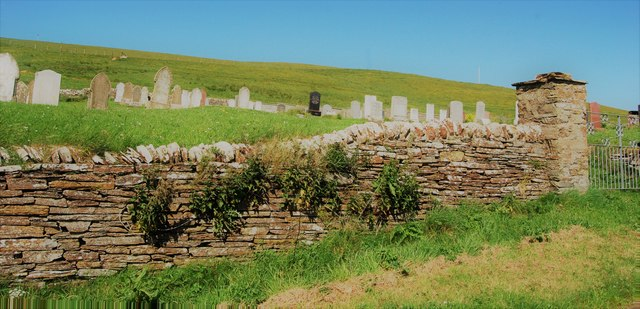
Ein Friedhof auf Hoy

Hoy and Graemsay ist eine historische Verwaltungseinheit (Civil Parish) auf den Orkneyinseln im Norden von Schottland. Vom Typ her handelt es sich um eine Gemeinde.
Das Gebiet des Civil Parishes umfasst im Wesentlichen den nordwestlichen Teil der Insel Hoy, den südöstlichen bildet Walls and Flotta. Hinzu kommt Graemsay im Nordosten. Größere Orte auf Orkney sind Stromness, etwa 8 Kilometer entfernt im Norden, sowie Kirkwall, etwa 25 Kilometer entfernt im Nordosten. Unter den zugehörigen Ortschaften sind Quoyness und Rackwick.
Ende des 20. Jahrhunderts ging aus ihr die Community Council Area Graemsay, Hoy and Walls hervor.